# 小叶荚蒾
小葉莢蒾（學名：Viburnum parvifolium）又名小葉莢迷，是五福花科荚蒾属的植物，是台灣的特有植物。分布於台灣本島，生长于海拔2,700米至3,300米的地区，多生于山地，目前尚未由人工引种栽培。